# 414 Liriope
414 Liriope је астероид. Приближан пречник астероида је 69,89 km,
а средња удаљеност астероида од Сунца износи 3,503 астрономских јединица (АЈ).
Инклинација (нагиб) орбите у односу на раван еклиптике је 9,543 степени, а орбитални период износи 2395,390 дана (6,558 година). Ексцентрицитет орбите астероида износи 0,069.
Апсолутна магнитуда астероида износи 9,49 а геометријски албедо 0,057.
Астероид је откривен 16. јануара 1896. године.